# Паттимура
То́мас Матуле́сси (индон. Thomas Matulessia, англ. Thomas Matulessy; 8 июня 1783, Хариа, Сапаруа, Молуккский архипелаг, Голландская Ост-Индия — 16 декабря 1817, Амбон, там же) — амбонийский солдат-христианин, находившийся на службе в Британской армии. Более известен как Паттиму́ра (англ. Pattimura). В 1817 году возглавил восстание против нидерландских колониальных властей на Молуккских островах. Национальный герой Индонезии.

## Биография

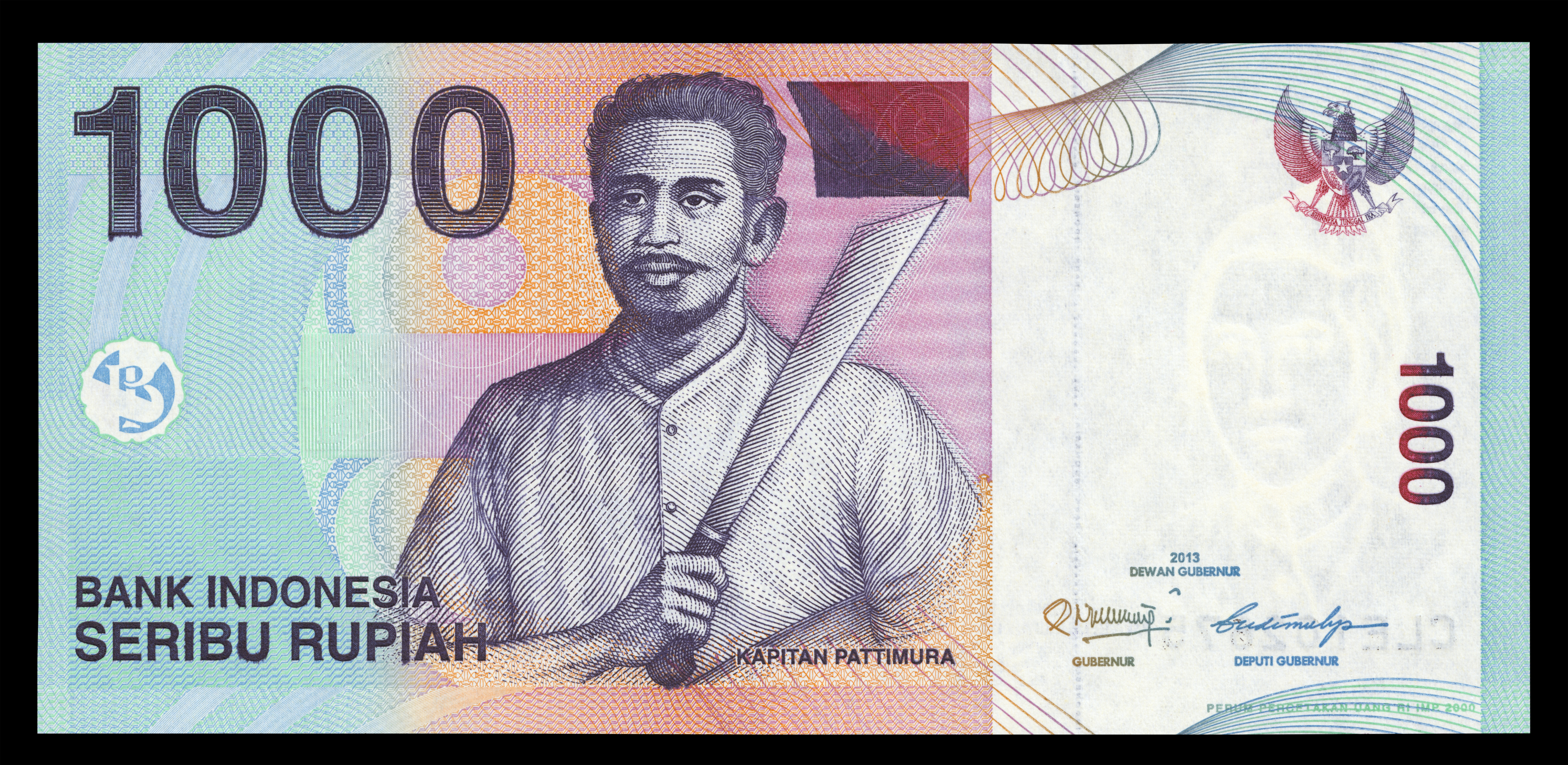
Банкнота Индонезии номиналом 1 000 рупий с изображением Паттимуры

Томас Матулесси родился в деревне Хариа на острове Сапаруа, в многодетной семье. В молодости он отправился на службу в Британскую армию, дослужившись до звания сержанта. Был набожным христианином-протестантом.
Когда началась война против голландских колонизаторов в 1817 году, лидеры восставших ост-индцев выбрали в качестве лидера освободительного движения именно Томаса Матулесси, наиболее известного по прозвищу Капитан Паттимура, который обладал должным военным опытом и авторитетом среди местных жителей. Во время борьбы против голландцев он сумел установить контакты с правителями и духовными лидерами Бали, Явы, Сулавеси и других островов Индонезийского архипелага.
Вскоре после захвата голландской крепости на Сапаруа голландские власти перебросили на остров подкрепление из Батавии, тем самым положив конец мятежу. Потерпевший поражение Паттимура был схвачен и повешен в городе Амбоне по приказу колониальных властей.
В современной Индонезии Паттимура расценивается как национальный герой. Посмертно ему было присвоено соответствующее почётное звание. Портрет Матулесси можно найти на индонезийских почтовых марках, а также на банкноте достоинством 1000 индонезийских рупий. Кроме того, в Амбоне имя Паттимуры носит несколько объектов, таких как стадион, аэропорт и университет.